# Fenriswolf

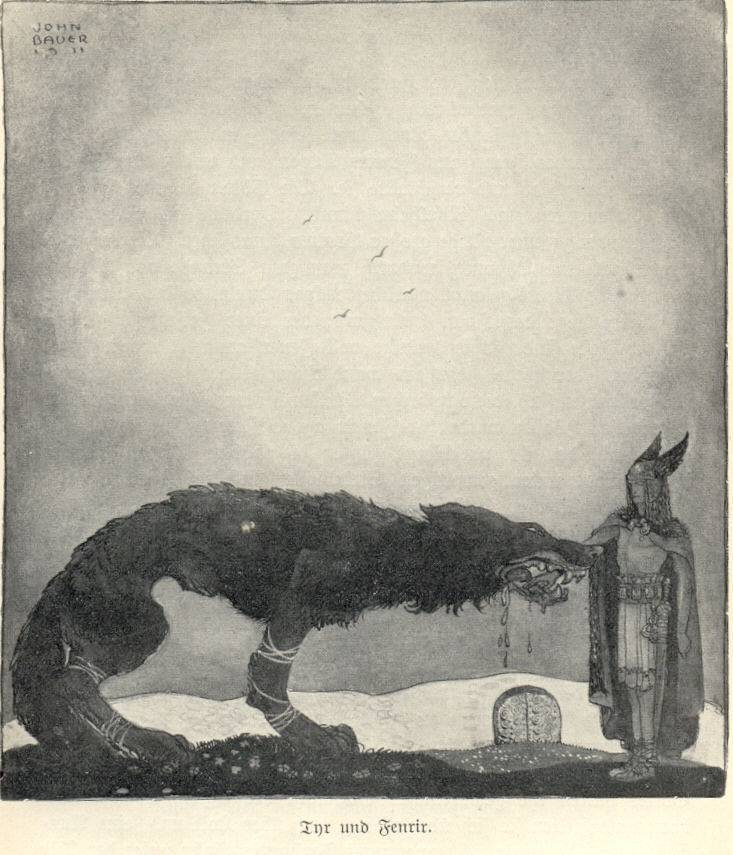
Tyr und Fenrir – Gemälde von John Bauer (1911)

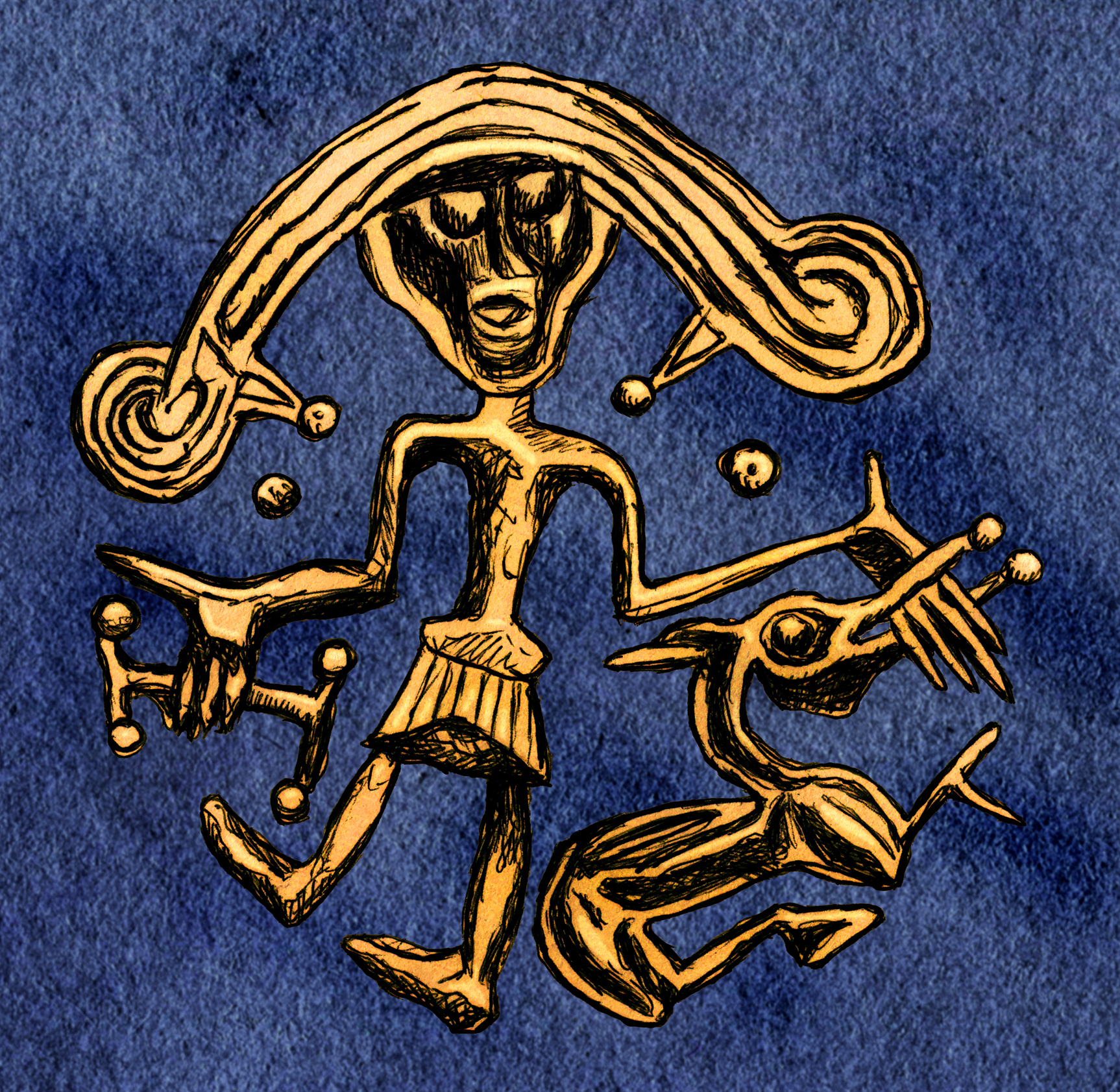
Der Fenriswolf beißt in Tyrs Hand – Brakteatendarstellung von Naglum, Trollhättan

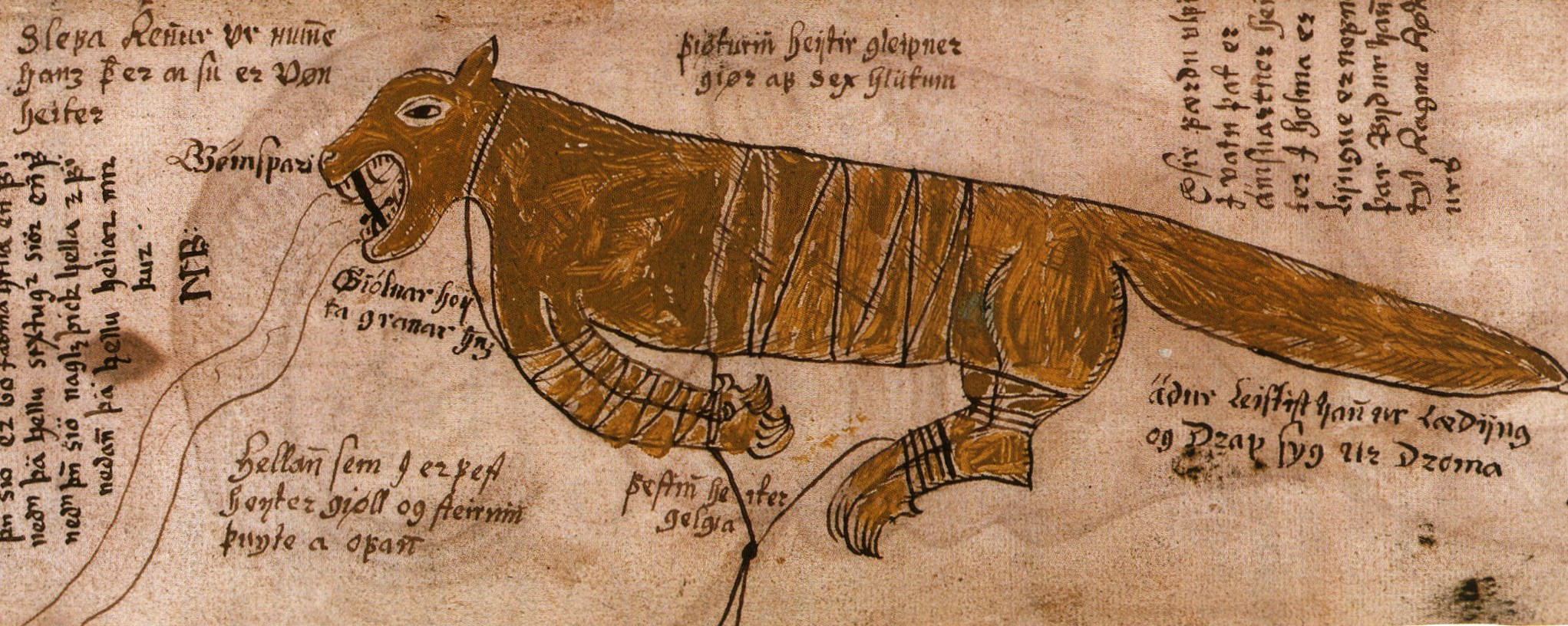
Isländische Illustration aus dem 17. Jh.

Der Fenriswolf (auch Fenrir, Fenrisúlfr, Beiname Hróð(rs)vitnir) ist in der nordischen Mythologie vor Hel und der Midgardschlange das erste Kind des Gottes Loki und der Riesin Angrboda.
Weitere Geschwister sind Odins achtbeiniges Pferd Sleipnir, Narfi und Vali.

## Etymologie
Fenrisúlfr (altnordisch: fen für „Sumpf“) bedeutet wörtlich „Sumpf-Wolf“. Andere Bezeichnungen für ihn sind: Fenrir, der im Sumpf Lebende, Vángandr, Monster am Fluss Ván oder Hróðvitnir, der berühmte Wolf (vitnir ist eine Kenning für Wolf. Dies bezieht sich auf die Vorstellung, dass Hexen auf Wölfen reiten und geht auf das altnordische Wort vitt „Zauberei, Hexerei“ zurück).

## Der Fenriswolf in Asgard
Die Götter erkannten die Gefahr, die von dem Fenriswolf ausging, und brachten ihn nach Asgard, um ihn besser im Auge zu haben. Zunächst war er ein harmloses Tier, da der Fenriswolf von Tag zu Tag aber größer und kräftiger wurde, fühlten sich die Götter bedroht: Sie fürchteten, er werde sie alle verschlingen. So entschlossen sie sich, ihn für alle Zeiten zu fesseln. Man ließ erst zwei schwere Ketten (Läding, die mit List Bindende, und Droma, das Hemmende) fertigen, die der Wolf aber mühelos zerriss. Nun sollte er seine Kraft an der magischen Fessel Gleipnir erproben, die so harmlos wie ein simpler Faden aussah. Der Faden war aber von den Zwergen gemacht und zwar aus den Sachen, die es nicht gibt. So zum Beispiel aus den Sehnen der Bären, der Stimme der Fische, den Bärten der Frauen, dem Speichel der Vögel, dem Geräusch eines Katzentritts und den Wurzeln der Berge. Der Fenriswolf schöpfte Verdacht. Er verlangte als Pfand für den Fall eines möglichen Betrugs, dass einer der Götter ihm die rechte Hand ins Maul lege. Keiner wollte sich dafür hergeben, außer Tyr, dem Gott des Krieges und der Thingversammlung. Man fesselte also Fenris, aber je stärker dieser an der Fessel riss, desto enger zog sie sich zu. Fenris blieb gefangen, biss Tyr jedoch aus Rache dessen rechte Hand ab. Dadurch war die Götterwelt zwar fortan vor Fenris sicher, doch konnte die rechte Hand Tyrs nicht mehr gerettet werden, weshalb er seitdem nur noch als der Einhändige Ase (altnordisch einhendr asa) bekannt war.
Befreien wird sich der riesige Wolf erst in der Zeit des Weltenbrands, genannt Ragnarök („Schicksal der Götter“). Er wird dann Odin verschlingen und infolgedessen letztlich durch Odins Sohn Vidar im Zweikampf getötet werden.

## Wölfe in der nordischen Mythologie
Der Fenriswolf ist nicht zu verwechseln mit den Wölfen Skalli und Hati, sie sind seine Zwillingssöhne, die Sonne und Mond über den Himmel jagen und diese an Ragnarök verschlingen werden. Diese Darstellung findet sich nur in einer Quelle, nach anderen verschlingt Fenrir selbst die Sonne an Ragnarök. Geri und Freki sind die Wölfe an Odins Seite.